# Anne Sweeney
Anne Sweeney (Kingston, New York, 4 de noviembre de 1957) es la copresidente de Disney Media y presidente del Grupo de Televisión Disney-ABC.
Sweeney nació en Kingston, Nueva York. Se graduó en Artes por la Universidad de New Rochelle y obtuvo un Master en Educación por la Universidad de Harvard.

## Nickelodeon y Fox
Sweeney estuvo 12 años en Nickelodeon/Nick at Nite ocupando varios cargos ejecutivos. El último de ellos como Vicepresidents Senior. Entre sus logros, supervisó la expansión internacional de Nickelodeon, incluyendo el lanzamiento del canal en el Reino Unido, gracias a la alianza con British Sky Broadcasting.
Antes de trabajar en Disney/ABC, fue presidenta y directora general de FX Networks, Inc., de 1993 a 1996. Durante su mandato, dirigió el lanzamiento de dos canales por cable: FX y FXM.

## Walt Disney Company
Sweeney comenzó a trabajar en The Walt Disney Company en febrero de 1996 como presidenta de Disney Channel y vicepresidenta ejecutiva de Disney / ABC Cable Networks.
Entre octubre de 2000 y abril de 2004 Sweeney fue presidenta de ABC Cable Networks Group y de The Disney Channel Worldwide. Continuando con la estrategia que se inició por su predecesor John F. Cooke, The Disney Channel quintuplicó su número de suscriptores combinando las series con las películas originales. Actualmente, la oferta televisiva está disponible en más de 87 millones de hogares en los Estados Unidos. Los críticos han desaprobado la estrategia de marketing realizada por Sweeney, ya que los programas de Disney Channel están orientados principalmente hacia las niñas preadolescentes y adolescentes.
En abril de 2004 fue nombrada presidenta del Grupo de Televisión Disney/ABC. En este puesto, Sweeney se hizo responsable de entretenimiento e informativos de  Disney en todo el mundo. Sus competencias abarcan la cadena de televisión ABC (que incluye ABC Entertainment, ABC Kids, ABC Daytime, ABC Sports y ABC News); ABC Studios (que es la división de producción de televisión del Grupo de Televisión Disney-ABC); y Disney ABC Cable Networks Group (que comprende la Disney Channel Worldwide). Sweeney también supervisa Walt Disney Television Animation, Buena Vista Worldwide Television y Walt Disney Television International; y es responsable de la gestión de participaciones en el patrimonio de Disney en Lifetime Entertainment Services, y A&E Television Networks.
Sweeney también supervisó el exitoso lanzamiento del canal de animación de 24 horas Toon Disney en abril de 1998, cuyo alcance actual abarca a 52 millones de hogares en los Estados Unidos. Menos de dos años después, en enero de 2000, dirigió el lanzamiento de Soapnet, el canal de telenovelas de 24 horas al día, que se ve en más de 61,4 millones de hogares.

## Premios y honores
- Women in Cable & Telecommunications Executive of the Year (1994), Woman of the Year (1997) y Advocate Leader Award (1998)
- STAR Award from American Women in Radio and Television en 1995.
- Inducted into the American Advertising Federation’s Advertising Hall of Achievement en 1996.
- Lucy Award from Women in Film Los Ángeles en 2002.[2]
- Muse Award from New York Women in Film & Television en 2004.
- Inducted into the Broadcasting & Cable “Hall of Fame” en 2005.

## Vida personal
Sweeney es miembro del consejo de A&E Television Group, del Museo de la Televisión y la Radio; y es presidenta honoraria de Cable Positive.
Sweeney está casada con Philip Miller y tienen hijos dos hijos: Christopher y Rosemary.